# Корибут-Дмитро Ольгердович

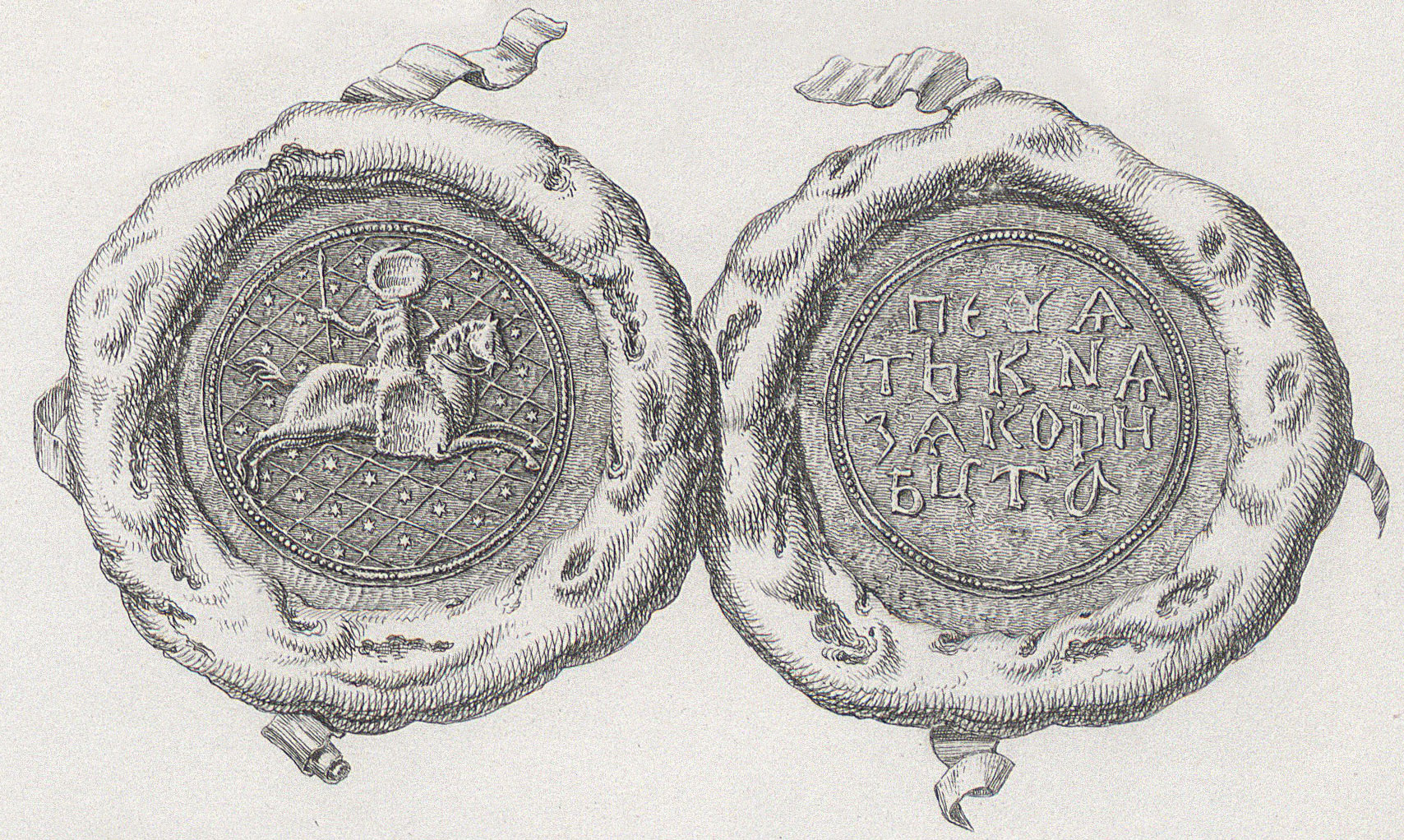
Печатка Корибута-Дмитра Ольгердовича, 1385 (1841)

Корибут-Дмитро Ольгердович (бл.1358/1359 — після 1404) — князь новгород-сіверський (1386—1392), чернігівський, збаразький, брацлавський, вінницький(?). Син великого князя литовського, Ольгерда і його третьої дружини Уляни Тверської, рідний брат польського короля Владислава II Ягайла.

## Життєпис
Його не слід плутати з Дмитром Ольгердовичем (Старшим) — князем Трубчевським й Брянським, сином Ольгерда від першого шлюбу з Марією Вітебською.
Як князь Новгород-Сіверський вперше згадується в літописному оповіданні про події 1382 року. Був впливовим українським князем. Можливо, карбував власну монету. Проводив незалежну політику, через що вступив в конфлікт з Великим князем Литовським Кейстутом, який навіть організував на Корибута похід. Проте через початок громадянської війни у ВКЛ та наступ на Кейстута військ князя Ягайла похід на Корибута перервали.
Виступав також й проти посилення влади Ягайла, довго не визнавав його Великим князем Литовським. Лише 1386 року Корибут видає присяжну грамоту Ягайлу. Проте, продовжував проводити самостійну політику до 1393 року. Був позбавлений влади через конфлікт із Великим князем Литовським Вітовтом (1393), який передав його уділ Федору Любартовичу. Згодом Вітовт повернув князівство сину Дмитра-Корибута — Сигізмунду.

## Діти
Дружина — Анастасія, дочка князя рязанського Олега Івановича
- Сигізмунд Корибутович (? -1435) — намісник Чеського королівства;
- Федір Корибутович (? - після 1440)
- Іван (? - після 1431);
- Анастасія — вийшла за Василя III Михайловича (князь Кашинський);
- Олена[1] (Литовська) (? - після 2 березня 1449) — 16 січня 1407 року вийшла за князя Яна II (Залізного) Ратиборського (1375-1424);
- Марія — за князем Федором Львовичем Воротинським.